# Damrongia integra
Damrongia integra là một loài thực vật có hoa trong họ Tai voi (Gesneriaceae). Loài này có ở Thái Lan,  được Euphemia Cowan Barnett mô tả khoa học đầu tiên năm 1961 dưới danh pháp Chirita integra.